# Georg Adam von Starhemberg

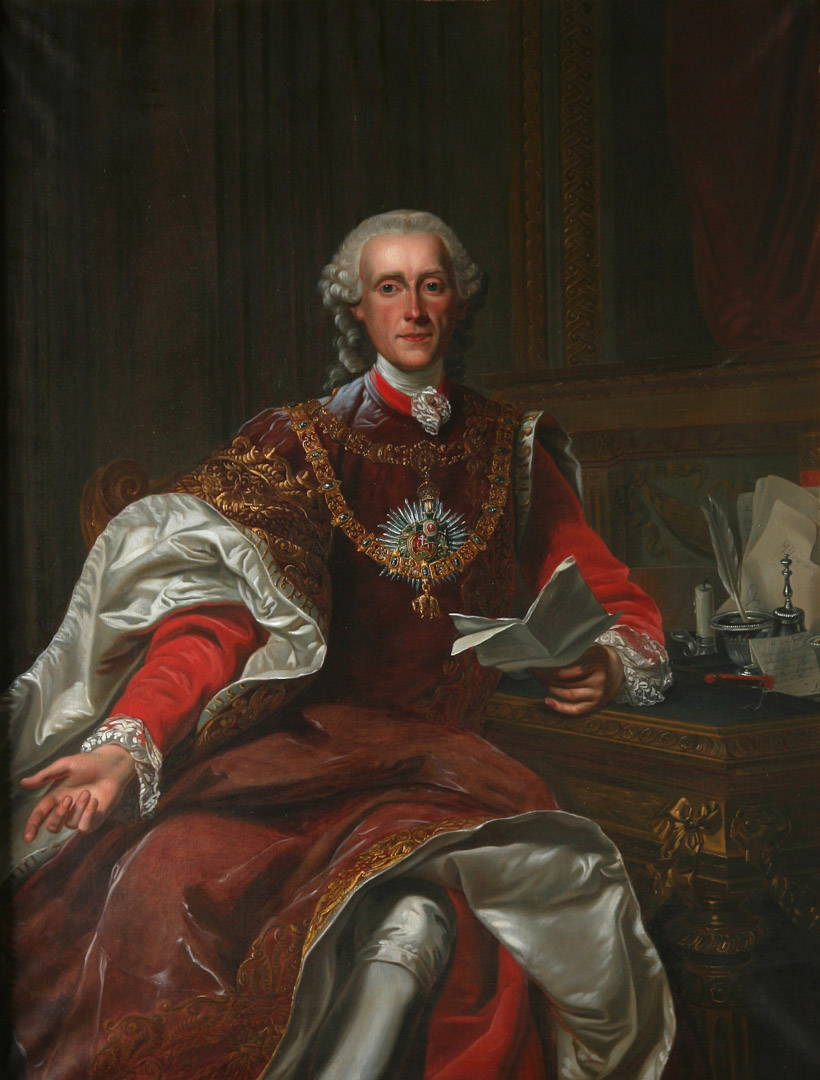
Georg Adam Graf von Starhemberg

Johann Georg Adam Graf von Starhemberg (seit 1765 Fürst) (* 10. August 1724 in London; † 19. April 1807 in Wien) war ein österreichischer Diplomat, Minister und Obersthofmeister und enger Vertrauter von Maria Theresia.

## Frühe Jahre
Georg Adam stammte aus der Adelsfamilie Starhemberg und war der fünfte Sohn des kaiserlichen Gesandten Konrad Sigmund Graf von Starhemberg und der Gräfin Maria Leopoldine, Tochter von Maximilian Karl von Löwenstein-Wertheim-Rochefort. Taufpate war der britische König Georg I. Er verlor früh seinen Vater. Neben der Mutter spielte der Großonkel, der spätere Finanzminister Gundaker Thomas Starhemberg, für seine Ausbildung und Erziehung eine wichtige Rolle. Er absolvierte schließlich seine Grand Tour zu den Höfen und Hauptstädten Europas.
Georg Adam von Starhemberg trat 1742 in den Staatsdienst ein und wurde 1748 bereits Reichshofrat. 1744 war er in Leipzig Mitglied der Freimaurerloge Minerva zu den drei Palmen geworden.

## Diplomat
Nach dem Frieden von Aachen 1748 wurde er Kammerherr bei Erzherzog Joseph. Er wurde 1750 anlässlich des Todes des portugiesischen Königs Johann V. nach Lissabon entsandt. Außerdem versuchte er ein Handelsabkommen für Triest zu erreichen. Im Jahr 1752 wurde er Gesandter in Madrid. Im Sommer 1752 reiste er nach Paris. Dort wurde der dortige kaiserliche Gesandte Wenzel Anton Kaunitz auf ihn aufmerksam.
Im Jahr 1754 wechselte Georg Adam von Starhemberg nach Paris. Dort war er in den folgenden zwölf Jahren Gesandter. Er trug dabei zur Annäherung zwischen Österreich und Frankreich bei. Starhemberg wirkte vor allem durch die Madame de Pompadour auf König Ludwig XV. ein. Insbesondere war er am Zustandekommen des Vertrags von Versailles von 1756 beteiligt. Kurze Zeit später war es erneut vor allem Starhemberg zu verdanken, dass Frankreich Österreich in einem weiteren Vertrag auch materiell im Kampf gegen Preußen im Siebenjährigen Krieg unterstützte. Angesichts der wechselnden Kriegslage musste Starhemberg immer stärker gegen die Friedenspartei am französischen Hof ankämpfen. Am Pariser Friede von 1763 war Starhemberg nur mittelbar beteiligt.
Als Dank erhielt er den Titel eines kaiserlichen Botschafters. Im Jahr 1759 wurde er in den Orden vom Goldenen Vlies aufgenommen. Starhemberg wurde 1765 in den erbländischen und in den Reichsfürstenstand erhoben. In Paris verhandelte er erfolgreich über eine künftige Heirat zwischen Marie-Antoinette und dem Herzog von Berry, den späteren Ludwig XVI.
Bereits 1761 hatte er Maria Franziska Josefa von Salm-Salm (1731–1806), eine Tochter des Wild- und Rheingrafen Nikolaus Leopold zu Salm-Salm und dessen Gemahlin Dorothea Franziska Agnes von Salm (1702–1751, Tochter des Fürsten Ludwig Otto zu Salm), geheiratet. Aus der Ehe ging mit dem Sohn Ludwig bald ein Erbe hervor.

## Minister
Wenzel Anton Kaunitz gelang es seinen Vertrauten Starhemberg als Staats- und Konferenzminister für die inländischen Angelegenheiten in den Staatsrat zu holen. Eine enge Beziehung hatte Starhemberg bis zu ihrem Tod zu Maria Theresia. Mit dieser stand er in einer geheimen politischen Korrespondenz und Starhemberg war gehalten zu jedem politischen Ereignis seine Meinung offen zu sagen. Nach der Lektüre haben beide Seiten die Briefe verbrannt.
Starhemberg wurde 1767 mit dem Großkreuz des St. Stephanordens ausgezeichnet. Im Jahr 1770 begleitete er als kaiserlicher Kommissar Marie-Antoinette auf ihrer Brautfahrt nach Straßburg. Auf private Einladung des französischen Königs reiste Starhemberg nach Paris um der Hochzeit beizuwohnen. Später erhielt er von Marie-Antoinette ein großes Gemälde mit ihrem Abbild, das er in Ehren hielt.
Im selben Jahr wurde er bevollmächtigter Minister in den österreichischen Niederlanden. Dort leitete er für den Generalstatthalter Karl Alexander von Lothringen die Verwaltung. Dies geschah auf Veranlassung Kaiser Josephs, der so Starhemberg aus der Nähe der Kaiserin und von Kaunitz entfernen wollte. Joseph war von Starhemberg enttäuscht, weil dieser sich nicht zu einem politischen Werkzeug machen lassen wollte und auch verschiedene Reformvorhaben ablehnte.
Obwohl Joseph versuchte, die Kompetenzen Starhembergs einzuschränken, setzte er verschiedene Projekte um, darunter die Gründung einer Akademie der Wissenschaften. Insgesamt war die Lage in den Niederlanden zu dieser Zeit recht günstig. Seine Vorgänger wie Johann Karl Philipp Graf Cobenzl hatten bereits die grundlegenden Reformen geschaffen. Die ökonomische Lage besserte sich und das Land erlebte einen kulturellen Aufschwung. Starhemberg tat nun alles um diese Entwicklung zu verstetigen. Besonders wichtig war ihm der Kampf gegen die Armut und das Bettlerwesen. Er brachte die Städte dazu Obdachlosenheime zu bauen. Starhemberg fügte sich gut in das politische Leben der österreichischen Niederlande ein. Den Ständen gab er das Gefühl der Mitsprache ohne die politische Initiative tatsächlich aus der Hand zu geben. Auch das Verhältnis zum Generalstatthalter war problemlos. Beide verband das Interesse an Wissenschaft und Kunst. Starhemberg lebte vor allem auf Schloss Meudon in der Nähe von Brüssel. Dort konnte er 1781 auch Kaiser Joseph empfangen. Neben seiner Amtstätigkeit widmete er sich dort der Kunst und seiner Sammelleidenschaft.
Während des Amerikanischen Unabhängigkeitskrieges bemühte sich Starhemberg um Handelsbeziehungen mit den entstehenden Vereinigten Staaten. Mehrfache Rücktrittsgesuche wegen der Ungunst Josephs lehnte die Kaiserin ab. Das gute Einvernehmen mit dem Statthalter führten dazu, dass dieser ihm wegen einer schweren Krankheit 1780 vertretungsweise die Statthalter in den Niederlanden übergab. Starhemberg übergab das Amt nach dem Tod von Karl von Lothringen an Albert Kasimir von Sachsen-Teschen.
Auch nach dem Tod von Maria Theresia behielt Starhemberg seinen Posten als bevollmächtigter Minister. Joseph II. war bestrebt, die Regierung der österreichischen Niederlande von Wien aus zu lenken. Das Statthalterpaar spielte kaum eine politische Rolle und auch Starhembergs Ratschläge und Ideen wurden in Wien nicht gehört.

## Obersthofmeister
Starhemberg blieb bis 1783 in Brüssel. Danach erhielt er den Titel des ersten Obersthofmeisters und Obersten sämtlicher Leibgarden des Kaisers. Obwohl pro forma das höchste Hofamt, hielt der Kaiser Starhemberg von der Politik weitgehend fern. Dessen Aufgaben beschränkten sich auf das Repräsentative.

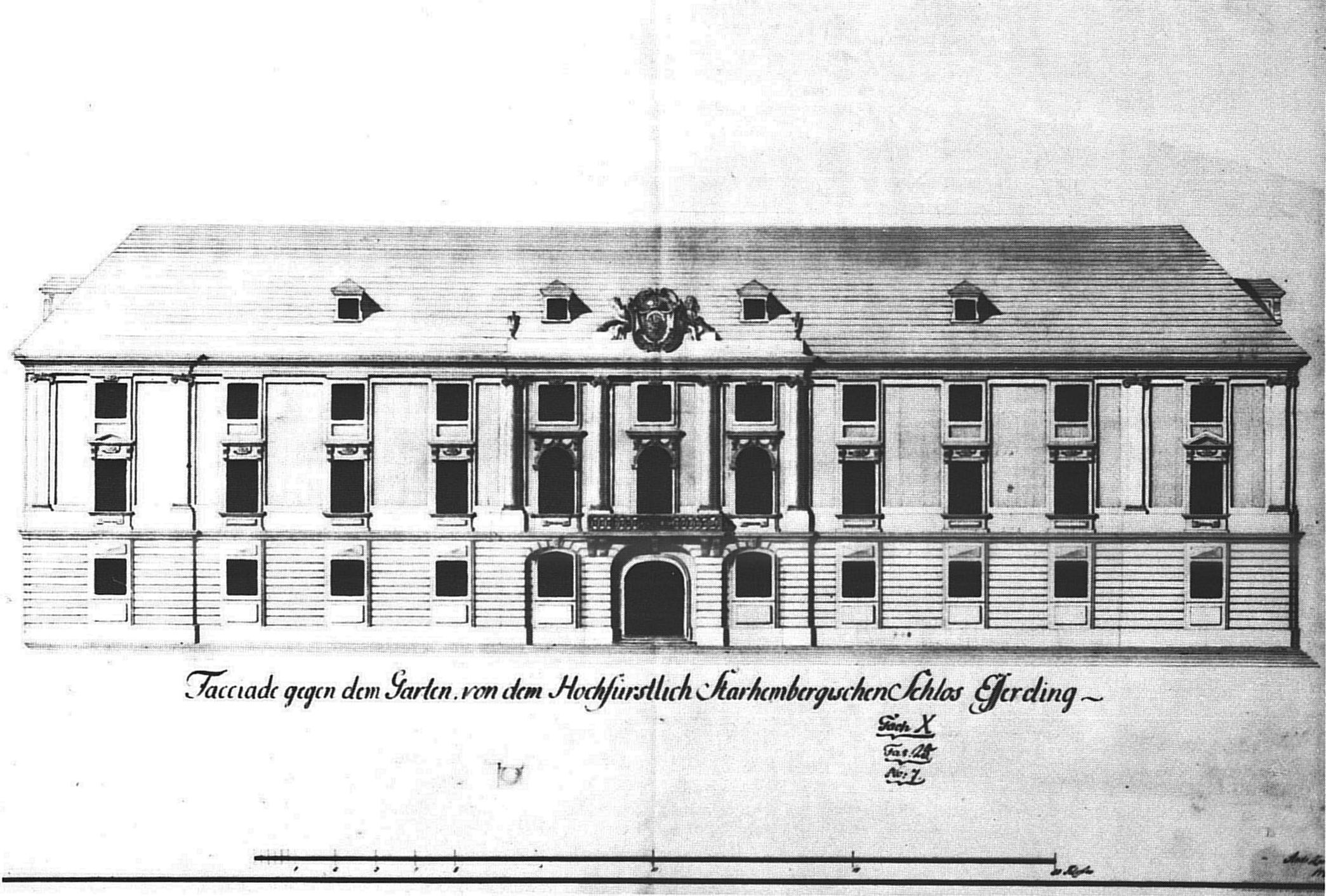
Schloss in Eferding

Im Jahr 1783 übertrug Johann Graf von Starhemberg gegen eine Geldrente seine Besitzungen an Georg Adam von Starhemberg. Dieser hat seine Besitzungen mit Erfolg verwaltet und weiter vermehrt. Er ließ das Schloss Alterlaa bei Wien prachtvoll umbauen und einen Park anlegen. Das Schloss Hebattendorf ließ er vollenden und das Schloss in Eferding wiederherstellen und neu einrichten. Die Bibliothek des Schlosses hat er stark erweitert. In Wien bewohnte er das Stadtpalais der Familie am Minoritenplatz. Den Palast nutzte er auch für seine Amtspflichten. So hatte er in Vertretung des Kaisers zahlreiche ausländische Gesandte und in Wien weilende fremde Würdenträger zu empfangen. Daher ließ er auch dieses Gebäude prachtvoll ausstatten. Die Winter verbrachte er meist in Wien, im Sommer und im Herbst lebte er häufig in seinen Schlössern. In Wien war er seit 1784 auch Besitzer des Freihaus auf der Wieden, wo von 1787 bis 1801 das Freihaustheater bestand.
Als der Kaiser 1790 aus Gesundheitsgründen sich nicht in der Lage sah, die Regierung weiter persönlich zu führen, richtete er einen kleinen Konferenzrat ein, der die wichtigsten Regierungsgeschäfte führte. Diesem gehörte neben vier anderen Personen auch Starhemberg an.
Nach dem Tod Josephs bestätigte ihn Leopold II. in seinem Amt als Obersthofmeister. Als Konferenzminister nahm er an Beratungen wegen eines möglichen Krieges gegen Preußen teil. Als Charles de Artois und andere französische Emigranten 1791 nach Wien kamen, wurden sie von Starhemberg bei Hofe eingeführt. Allerdings stand er deren Wünschen nach einem Krieg gegen das revolutionäre Frankreich skeptisch gegenüber. Nach dem Tod Leopolds II. bestätigte sein Nachfolger Franz I. Starhemberg in seinem Amt als Obersthofkanzler.
Den Kriegskurs von Johann Amadeus Franz von Thugut lehnten Starhemberg und andere vergeblich ab. Als Napoleon 1797 vor Wien stand, organisierte Starhemberg die Übersiedlung der Regierung und des Hofes nach Prag. Der Kaiser beauftragte Starhemberg auch mit einem Gutachten über einen möglichen Friedensschluss. In der Folge spielte er außer seinen Repräsentationspflichten keine nennenswerte politische Rolle mehr.

## Familie
Im Jahr 1747 heiratete er seine Cousine Theresia Gräfin Starhemberg (* 2. Februar 1731; † 12. Oktober 1749). Diese starb bei der Geburt einer Tochter.
- Maria Leopoldine (* 3. Februar 1749; † 9. Januar 1756)

Nach dem Tod seiner ersten Frau heiratete er am 1. Juli 1761 in Antwerpen die Prinzessin Maria Franziska zu Salm-Salm (* 28. Oktober 1731; † 5. September 1806). Das Paar hatte mehrere Kinder:
- Ludwig Joseph Maximilian 2. Fürst von Starhemberg  (* 12. März 1762 in Paris; 2. September 1833 in Dürnstein) ⚭ 1781 Prinzessin Maria Louise d'Arenberg (* 29. Januar 1764; † 1. März 1838)
- Joseph Franz (* 1. März 1767; † 17. Februar 1768 (auch: 9. Februar 1771))